# NGC 859
NGC 859 је спирална галаксија у сазвежђу Кит која се налази на NGC листи објеката дубоког неба.
Деклинација објекта је - 0° 43' 0" а ректасцензија 2h 13m 38,4s. Привидна величина (магнитуда) објекта NGC 859 износи 13,3 а фотографска магнитуда 14,2. NGC 859 је још познат и под ознакама NGC 856, UGC 1713, MCG 0-6-54, CGCG 387-58, PGC 8526.